# پیانو (موسیقی متن)
| بررسی انتقادی        | بررسی انتقادی |
| منبع                 | رتبه‌بندی      |
| -------------------- | ------------- |
| Entertainment Weekly | C+ link       |

پیانو موسیقی متن فیلم پیانو است، که توسط ویرجین رکوردزمنتشر شده‌است. این فیلم در شصت‌وهشتمین دورهٔ اسکار (۱۹۹۴) برنده جایزه اسکار شده‌است. موسیقی اصلی فیلم توسط مایکل نایمن ساخته شده‌است که آلبوم بیستم این آهنگساز است. علی‌رغم این که این آلبوم به عنوان «موسیقی متن» شناخته می‌شود، در واقع یک ضبط جزئی از موسیقی فیلم است که در واقع اجرای پیانوی خود نایمن در آلبوم است (در حالی که در نسخهٔ فیلم قطعات توسط هالی هانتر بازیگر نقش اصلی اجرا شده‌است). قطعات موسیقی توسط ارکستر فیلارمونیک مونیخ به اجرا درآمده است که توسط نایمن با اعضای گروه مایکل نایمن، جان هارل، دیوید روچ اجرا شده‌است و اندرو یافتون قطعات ساکسیفون آن را نواخته‌است.
این آلبوم نامزد جایزه گلدن گلوب بهترین موسیقی شد، اما جایزه به Heaven &amp; Earth رسید، همچنین نامزد جایزه بفتای بهترین موسیقی فیلم شد در حالی که جایزه به فهرست شیندلر رسید.
طراحی و تصویرگری این آلبوم توسط دیو مک کین انجام شده‌است.
تم اصلی موسیقی بر اساس یک ملودی سنتی اسکاتلندی با عنوان «Gloomy Winter's Noo Awa» ساخته شده‌است.

## فهرست قطعات
| شماره | نام                                                | مدت  |
| ----- | -------------------------------------------------- | ---- |
| ۱.    | «To the Edge of the Earth»                         | ۴:۰۶ |
| ۲.    | «Big My Secret»                                    | ۲:۵۱ |
| ۳.    | «A Wild and Distant Shore»                         | ۵:۵۰ |
| ۴.    | «The Heart Asks Pleasure First»                    | ۱:۳۳ |
| ۵.    | «Here to There»                                    | ۱:۰۲ |
| ۶.    | «The Promise»                                      | ۴:۱۴ |
| ۷.    | «A Bed of Ferns»                                   | ۰:۴۶ |
| ۸.    | «The Fling»                                        | ۱:۲۸ |
| ۹.    | «The Scent of Love»                                | ۴:۱۶ |
| ۱۰.   | «Deep into the Forest»                             | ۲:۵۸ |
| ۱۱.   | «The Mood That Passes Through You»                 | ۱:۱۳ |
| ۱۲.   | «Lost and Found»                                   | ۲:۲۴ |
| ۱۳.   | «The Embrace»                                      | ۲:۳۶ |
| ۱۴.   | «Little Impulse»                                   | ۲:۱۱ |
| ۱۵.   | «The Sacrifice»                                    | ۲:۴۶ |
| ۱۶.   | «I Clipped Your Wing»                              | ۴:۳۴ |
| ۱۷.   | «The Wounded»                                      | ۲:۲۶ |
| ۱۸.   | «All Imperfect Things»                             | ۴:۰۳ |
| ۱۹.   | «Dreams of a Journey»                              | ۵:۳۰ |
| ۲۰.   | «The Heart Asks Pleasure First/The Promise» (Edit) | ۳:۱۱ |

نکته: آهنگ شمارهٔ ۲۰ (Heart Asks Pleasure First / The Promise) در انتشار نسخهٔ آمریکایی تا نسخهٔ مجدد سال ۲۰۰۴ قرار نگرفته‌بود. در حالی که در نسخهٔ انتشار بریتانیا از ابتدا قرار داشت.
قطعات این آلبوم بارها توسط هنرمندان گوناگون ضبط مجدد شده‌است، و پایهٔ آهنگسازی نایمن در سال ۱۹۹۴ است و آغاز به کار کنسرت پیانوی نایمن در سال ۱۹۹۴ است. شاید غیرمعمول‌ترین تکرار مجدد این آلبوم توسط بیل بروستون و ارکستر قاره آمریکا باشد -نسخه ارکستر بدون پیانوی «اینجا تا آنجا»، یک تکنوازی ساکسیفون که به یکی از اصلی‌ترین اجراهای ساکسیفون کلاسیک معاصر تبدیل شده‌است.
دو قطعه تکنوازی پیانوی اضافی، «The Attraction of the Pedalling Ankle»، که بر اساس قطعهٔ مازورکای Op. 7/i فردریک شوپن است و «Deep Sleep Playing» که قطعهٔ اول در صحنه‌های ۵۱، ۵۷ و ۸۸ و قطعهٔ دوم در صحنهٔ ۱۰۰ نمایش داده می‌شوند. در حالی که در این آلبوم نیست، و در پارتیتور منتشرشدهٔ آن قرار دارد.
چندین قطعه از این آلبوم در فشن شوی پاییز/ زمستان ۲۰۰۶ الکساندر مک‌کوئین استفاده شد.
گروه موسیقی سمفونیک متال فنلاندی نایت‌ویش قطعهٔ «The Heart Asks Pleasure First» در آلبوم خود با عنوان «Dark Passion Play» کاور کرد که شامل اشعاری است که توسط آهنگساز و نوازندهٔ کیبورد گروه Nightwish، توماس هالوپاینن سروده شده‌است، اما این گروه اجازه انتشار آن را در آن زمان دریافت نکردند. با این حال، این قطعه همچنان به صورت اجرای زنده همراه با پلی‌بک در کنسرت تور جهانی Passion Play World که در هلسینکی فنلاند در تاریخ ۱۹ سپتامبر ۲۰۰۹، اجرا شد. در ۱۵ دسامبر ۱۰۰۹، جارو لاوتامیکی، عضو گروه نایت‌ویش، در صفحه فیسبوک خود تأیید کرد که نایمن سرانجام اجازه انتشار این قطعهٔ کاور را داده‌است. در تاریخ ۲ مارس ۲۰۱۲ این آهنگ به عنوان تک‌آهنگ در آلبوم The Crow, the Owl and the Dove منتشر شد.
در دسامبر ۲۰۱۰، گروه موسیقی نوآر راک ایتالیایی بلارونا قطعهٔ «Let There Be Light» را با همکاری مایکل نایمن بر اساس قطعهٔ «The Heart Asks Pleasure First» منتشر کرد. مایکل نایمن خودش نوازندگی پیانوی این قطعه را بر عهده داشت.

## اعضا
آهنگسازی، تنظیم، اجرا و تهیه‌کنندگی: مایکل نیمن
انتشار موسیقی: Michael Nyman Ltd. / Chester Music Ltd.
- اعضای ارکستر فیلارمونیک مونیخ
- جان هارل، ساکسفون سوپرانو، ساکسفون آلتو
- دیوید روچ، ساکسفون سوپرانو، ساکسفون آلتو
- اندرو Findon، ساکسفون تنور، ساکسفون باریتون، فلوت، فلوت آلتو
- مایکل نیمان، پیانو
- رهبری: مایکل نایمن
- تولید: مایکل نایمن
- مهندس: مایکل جی داتون
- مهندس اجرایی: مالکوم لوکر
- دستیار مهندس: جیمی لوکر
- ضبط شده در آرکو استودیو، مونیخ
- میکس و ادیت در استودیوی Kitsch، بروکسل
- پس‌تولید: ابی رود استودیوز
- طراحی و تصویرسازی: دیو مک کین
- عکاسی: گرانت متیز و پالی واکر

تم اصلی موسیقی بر اساس یک ملودی سنتی اسکاتلندی با عنوان «Gloomy Winter's Noo Awa» ساخته شده‌است.